# Jiao
Alexandre Rabinovitsj-Barakovsky componeerde Jiao in 2004. Ondertitel is Sinfonia concertante voor strijkorkest, elektronisch versterkte vibrafoon, elektronisch versterkte campanelli, elektronisch versterkte celesta en elektronisch versterkte clavinova.

## Compositie
Jiao is een belangrijk ritueel binnen het Taoïsme, waarbij het regelmatig teruggaan en praten met voorouders een wezenlijk onderdeel van het bestaan is. Uiteraard vind je deze gedachtegang niet alleen in het Taoïsme, maar ook in  andere culturen.
Rabinovitsj gaat er daarbij ook van uit dat alle gevoelens omgezet kunnen worden in getallenreeksen, die op hun beurt weer omgezet kunnen worden in muziek. De stijl van dit werk komt sterk overeen met dat van Maithuna, een latere compositie van hem. Dit werk is daarom iets grover van opzet en uitvoering, maar klinkt desondanks heel erg luchtig en licht. Adiemus van Karl Jenkins benadert het het beste. Ook hier zorgen de vibrafoon in combinatie met de celesta voor een uiterst zweverig geheel.   
Het werk maakt ook deel uit van de totale compositie van Rabinovitsj: Anthology of Archaic Rituals - In Search of The Center.
De compositie is speciaal geschreven voor Musiques Nouvelles in januari 2004 in Genève, de huidige (2007) woonplaats van de componist.

## Bron
- uitgave Megadisc-Classics.